# أنطونيو لايت أندرادي
أنطونيو لايت أندرادي هو سياسي برازيلي، ولد في 30 أبريل 1947 في غويانيا في البرازيل، وتوفي في 11 أغسطس 2020. نشط حزبياً في حزب الحركة الديمقراطية ‏.